# Camel (groupe)
Pour les articles homonymes, voir Camel.
Camel est un groupe de rock progressif britannique, originaire de Guildford, comté de Surrey, en Angleterre. Mené par le membre fondateur et guitariste Andrew Latimer, ils comptent quatorze albums studio, quatorze singles, et diverses compilations et albums en public.
Le groupe mêle des éléments de jazz, de musique classique, à du baroque, du blues et de la musique électronique.

## Biographie

### Débuts (1970–1972)
En 1970, Andrew Latimer, Doug Ferguson et Andy Ward forment un trio nommé The Brew. Ils ne jouent pas encore du rock progressif mais du blues, et commencent à se faire connaître du grand public. L’année suivante, le groupe recrute l’organiste Peter Bardens et décide d’abandonner le blues pour un style qui commence à se faire connaître notamment grâce à des groupes comme King Crimson ou Genesis : le rock progressif.
En octobre de la même année, le groupe change de nom. Il s’appelle désormais Peter Barden’s On et entame une tournée à Belfast. Mais très vite il opte pour un nom plus évocateur : Camel. Progressivement, les qualités de leur musique et de leur répertoire vont attirer de plus en plus de personnes dans les salles de concerts.
Ayant eu vent de ce succès, le label MCA les fait signer immédiatement et le groupe sort quelques mois plus tard son premier album simplement intitulé Camel. Leur musique attire immédiatement l’oreille, par une sophistication mélodique propre au progressif, mais avec une facilité d’écoute qui les démarque des concepts parfois plus alambiqués de l’époque. Malgré toutes ses qualités, l’album ne rencontre aucun succès et MCA décide de rompre son contrat avec le groupe. Le groupe signe donc chez un autre label, Decca.

### Premiers succès (1974–1975)
En 1974, Camel sort son deuxième album intitulé Mirage. C'est sans doute l'album le plus connu du groupe britannique, notamment grâce à sa pochette qui parodie les cigarettes Camel : le groupe, qu'on soupçonnera de faire l'apologie de la marque, en tirera quelques ennuis. Le groupe fait également sur cet album un clin d'œil au Seigneur des anneaux, célèbre roman de J. R. R. Tolkien, sur la chanson Nimrodel/The Procession/The White Rider.
En 1975, le groupe décide de s'isoler dans un cottage à Devon pour produire en un mois seulement l'album The Snow Goose. Il s'agit d'un album purement instrumental qui devient rapidement un classique incontournable du groupe. Grâce à cet album, Camel rencontre enfin un succès en Grande-Bretagne, l'album The Snow Goose arrive dans le Top 30 des ventes et le groupe est élu « meilleur espoir 1975 » par l'hebdomadaire musical Melody Maker. Pourtant, l'histoire de ce disque commence bien mal : Inspiré par le conte éponyme de Paul Gallico, ce dernier, farouche militant anti-tabac et convaincu de la collusion du groupe avec le cigarettier, pose un véto absolu à l'utilisation de son texte. Contraints de penser leur œuvre sans paroles, Andy Latimer et Peter Bardens écrivent une symphonie. Lors de la sortie de l'album, Paul Gallico attaque le groupe en justice pour avoir baptisé l'album du titre de son livre. Les tribunaux lui donnent raison et les albums sont retirés de la vente. Quelques semaines plus tard, une nouvelle version portant la mention « music inspired by » devant The Snow Goose est mise en vente. Mais justice sera rendue aux musiciens par le succès qu'ils rencontrent, notamment lors du concert qu'ils donnent au Royal Albert Hall en octobre 1975, accompagnés de l'Orchestre Symphonique de Londres.

### Période sombre et problèmes (1976–1980)

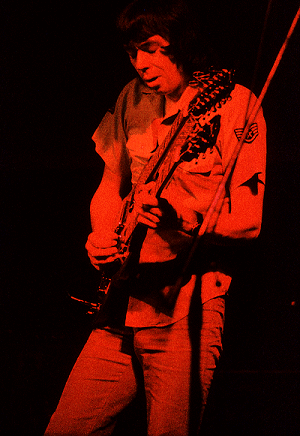
Andrew Latimer - Camel live à Château Neuf, Oslo, en Norvège, le 23 septembre 1976.

En 1976, le groupe sort un nouvel album, Moonmadness, qui s'inscrit plus dans une optique individuelle par rapport aux musiciens du groupe. En effet, chacun y laisse son empreinte en composant un titre et les vocaux reprennent le premier plan. L'album est bien accueilli par la critique et rencontre le succès aux États-Unis où il atteindra la 118e place des ventes,.
L'année suivante, Doug Ferguson, le bassiste, est prié (très poliment) de quitter le groupe, sous la pression notamment du batteur Andy Ward qui souhaite un jeu de basse plus complexe et jazzy. Il est remplacé par Richard Sinclair (ex-Caravan) qui, outre le fait de jouer de la basse, chante aussi. Le saxophoniste Mel Collins, qui a déjà fait ses armes avec King Crimson, se joint également au groupe. Ils enregistrent ensemble l'album Rain Dances qui reste une de leurs compositions les plus réussies à ce jour. L'enregistrement de l'album suivant, Breathless, se fait dans la douleur et marque le divorce entre A. Latimer et P. Bardens qui décide de s'engager dans une carrière solo. Le claviériste est aussitôt remplacé par Kit Watkins (ex-Happy the Man) et Jan Schelhaas (ex-Caravan) alors que Richard Sinclair est remplacé à la basse par le bien nommé Colin Bass. La même année, Camel sort un double-live avec notamment l'intégralité de The Snow Goose que beaucoup préfèrent à l'original.
En 1977, la vague punk s'abat sur l'Angleterre et le rock progressif a beaucoup de mal à concurrencer ce nouveau style. Les journalistes ne s'intéressent malheureusement plus au rock progressif et sont bientôt suivis par la majorité du public. Les ventes s'en ressentent, et leur album I Can See Your House from Here (1979) ne parvient ni à attirer l'attention de la presse et celle du public, ni à se vendre. C'est le plus gros échec du groupe.

### DeNudeàDust and Dreams(1981–1991)
En 1981, le groupe entre de nouveau en studio pour enregistrer le deuxième album-concept de leur histoire, Nude. Il raconte l'histoire d'un soldat japonais resté seul sur une île du Pacifique après la Seconde Guerre mondiale. Ignorant la capitulation de son pays et la fin des hostilités, il restera mobilisé jusqu'à ce qu'il soit retrouvé dans les années 1970. Les paroles s'inspirent en partie de l'histoire du soldat japonais Hirō Onoda. Avec cet album, Camel retrouve les accents et inspirations de Mirage et Moonmadness. Mais les temps sont durs pour les groupes de rock progressif et Nude ne parvient pas à les faire ressortir de l'ornière.
C’est le moment précis que choisit Decca Records, leur label, pour mettre la pression sur le groupe et exiger un hit dans les plus brefs délais. Le groupe retourne donc en studio et s'entoure de plusieurs musiciens renommés : Anthony Phillips (Genesis), Francis Monkman (Sky), Simon Phillips (The Who, Jeff Beck, Toto), Dave Mattacks (Fairport Convention) ou Graham Jarvis (Cliff Richard). L'ancien claviériste Peter Bardens viendra même amicalement prêter main-forte à toute l'équipe sur un titre. L'album The Single Factor sort en avril 1982 et malgré un line-up de musiciens très talentueux, l'album ne se vend pas. La presse musicale reproche au groupe un son trop similaire à The Alan Parsons Project. La tournée qui s'ensuivra sera par contre un véritable succès.
En octobre, leur manager, Max Hole, annonce son départ, sans aucune explication. Camel se retrouve seul. Andy Ward qui ne se remet pas de sa blessure, sombre dans l’alcool et quitte définitivement le groupe en 1983, laissant Latimer seul rescapé de la formation d’origine. C'est une période très noire pour Camel qui doit, en plus des mauvaises ventes, faire face à des problèmes juridiques. Geoff Jukes, leur premier manager, réclame des commissions non reversées, mais la justice anglaise se prononcera en la faveur de Latimer et ses compagnons cinq ans après le début du procès. Decca, qui vient alors de re-signer un contrat avec Camel, est racheté par Polygram qui donne tous les moyens nécessaires au groupe pour produire un nouvel album. Le groupe s’adjoint les services de Ton Scherpenzeel (Kayak).
L'album Stationary Traveller sort en 1984. Les critiques favorables les poussent à se lancer dans une nouvelle tournée qui voit le retour du bassiste Colin Bass et le renfort du batteur Paul Burgess (10cc, Jethro Tull). Depuis quelque temps, la grande mode du moment parmi les groupes de rock est de sortir un live en vidéo. Camel n'échappe pas à la règle et sort fin 1984 le live Pressure Points. Mais un nouveau problème apparaît : en effet, la première partie est plongée dans l'obscurité, laissant juste au spectateur le son du concert. Le responsable s'appelle Mike Mansfield : en tant que producteur à Polygram, il n'apprécie pas la première partie de la vidéo et décide tout bonnement par la suite de détruire le reste de l'enregistrement.
Andy Latimer commence malgré tout l’écriture de l’album suivant nommé Dust and Dreams. Quelques mois plus tard, aux côtés de Peter Bardens, Colin Bass et Andy Ward, il porte plainte contre la société GAMA Records à propos de droits d'auteurs non versés. Le groupe gagne le procès. Un autre problème arrive : Decca Records et Camel ne s'entendent plus, et arrêtent ici leur collaboration vieille de dix ans. Le groupe se met donc en quête d'une nouvelle maison de disques. Un petit label, EG Records, semble vouloir faire signer le groupe, mais Latimer interrompt les négociations au bout de six mois pour des raisons encore inconnues.

### Retour du succès (1992–2002)
Fatigués par les procès, Latimer et sa compagne Susan Hoover vendent leur maison de Londres en 1988 et partent s’installer en Californie, à Mountain View. Ils fondent leur propre label, Camel Productions, et installent un studio dans leur nouvelle demeure. Là, Latimer réécrit toute la seconde partie de Dust and Dreams. Le disque retrace en musique l'épopée d'une famille après la crise de 1929, histoire racontée dans le livre de John Steinbeck, Les Raisins de la colère (Grapes of Wrath). On retrouve la chronologie du livre dans les titres. L’album sort en 1992 et Camel y retrouve un second souffle. Ce CD signe un retour au style des débuts et marque celui de Camel sur la scène progressive. L'album live Never Let Go (1993) reprendra intégralement les titres de cet album et rencontrera, lui aussi, le succès, après une tournée mondiale.
Le décès du père de Latimer en 1992 plonge ce dernier dans un profond chagrin, ce qui le pousse à écrire un nouvel album, Harbour of Tears, qui sort l'année suivante. Harbour of Tears est un hommage aux émigrants irlandais qui se sont embarqués dans l'exil (Europe, Australie et Amérique), pour envoyer de l'argent aux familles restées en Irlande. Latimer avait découvert que ses ancêtres irlandais (comté de Cork) avaient presque tous quitté le sol irlandais à l'époque de la famine des pommes de terre. Le dernier morceau (The Hour Candle), dont on retrouve quelques traces dans l'album Rajaz, est dédié à son père décédé. Stan Latimer avait visiblement fortement inspiré Andy pour qu'il devienne musicien et guitariste. Harbour of Tear est un nouveau succès, peut-être encore plus grand que Dust And Dreams de 1992. L'album live qui immortalise la tournée, Coming of Age (également en vidéo) s'avère, lui aussi, une grosse réussite et permet au groupe de se produire dans de nouveaux territoires comme la République tchèque ou la Pologne.
Pour son nouvel opus, Camel va s’inspirer d’une forme de poésie arabe, les « Rajaz ». L'album Rajaz sort en 1998 et est très vite considéré comme un chef-d'œuvre par la presse musicale[réf. nécessaire]. Le groupe, qui n’est plus composé que de Andrew Latimer, Denis Clement, Colin Bass et Guy LeBlanc, sort un nouvel album en 2002, A Nod and a Wink, dans la même veine que son illustre prédécesseur. L'album marque les trente ans du groupe et Andy Latimer le dédie à Peter Bardens, mort en 2002, . Le quatuor repart pour une ultime tournée l'année suivante. Andy Latimer a en effet décidé de raccrocher côté scène, pour se concentrer uniquement sur le travail en studio.

### The Opening Farewell(depuis 2010)
Un nouveau DVD de Camel sort en 2010, The Opening Farewell, coproduit par Andrew Latimer et David Minasian, claviériste mais aussi producteur de tous les DVD de Camel. Ce DVD contient l'intégralité d'un concert enregistré en 2003 au Catalyst, une grande salle de Santa Cruz (Californie). Sur cette scène, Camel se compose alors de quatre musiciens : Andrew Latimer (guitares, flûtes et chant), Colin Bass (guitare basse et chant), Denis Clement (batterie et percussions), et Tom Brislin (claviers).
En 2007, pour traiter sa grave maladie du sang (Polycythaemia vera, qui avait peu à peu évolué en myélofibrose), Andrew Latimer subit une lourde intervention chirurgicale. Une fois sa santé retrouvée, il relance l’activité de son groupe. En septembre 2010, Susan Hoover, l'épouse d'Andrew Latimer, annonce, sur le site web Camel Productions, qu'Andrew et Denis Clement commencent à travailler ensemble à la composition d'un album, avec des chansons entièrement originales. Aucune date de sortie ne peut encore être avancée, mais c'est une très grande nouvelle pour les amateurs de Camel, en attente de nouvelles pièces depuis 2002, année de sortie du dernier album studio, A Nod and a Wink.
C'est en 2013 que l'horizon s'ouvre à nouveau. Andy Latimer retravaille avec ses acolytes sur une version modernisée de The Snow Goose. Certaines chansons sont réécrites et le CD sort à l'automne, alors qu'une tournée européenne commence. Le public est au rendez-vous et le succès avec lui. En 2014, Andrew Latimer reçoit des Progressive Music Awards, une récompense pour l'ensemble de sa carrière. Une nouvelle tournée est annoncée pour 2015. Le groupe est notamment annoncé au programme du festival Night of the prog X à Loreley, en Allemagne, en juillet 2015. En octobre 2017, Camel annonce The Moonmadness Tour 2018, durant lequel le groupe jouera son quatrième album dans son intégralité,.

## Membres

### Membres actuels
- Andrew Latimer - guitare, piano, claviers, flûte traversière, chant
- Colin Bass - basse
- Denis Clement - batterie, percussions
- Pete Jones - claviers, saxophone, chant

### Anciens membres
- Peter Bardens - claviers (1971-1978) † 2002
- Doug Ferguson - basse, chant (1971–1977)
- Andy Ward - batterie (1971 - 1981)
- Richard Sinclair - basse, chant (1977-1978)
- Mel Collins - saxophone, flûte traversière (1977-1979)
- Jan Schelhaas - claviers (1979-1981)
- Kit Watkins - claviers et flûtes (1979-1982)
- Paul Burgess - batterie (1984-1992)
- Mickey Simmonds - claviers (1992-1996)
- Dave Stewart - batterie (1997-2000)
- Foss Patterson - claviers, chant (1997)
- Guy Leblanc - claviers, chant (2000–2015), mort en 2015

## Discographie

### Albums studio
- 1973 : Camel
- 1974 : Mirage
- 1975 : Music Inspired By The Snow Goose
- 1976 : Moonmadness
- 1977 : Rain Dances
- 1978 : Breathless
- 1979 : I Can See Your House from Here
- 1981 : Nude
- 1982 : The Single Factor
- 1984: Stationary Traveller
- 1991 : Dust and Dreams
- 1996 : Harbour of Tears
- 1999 : Rajaz
- 2002 : A Nod and a Wink
- 2013 : The Snow Goose 2013

### Albums live
- 1978 : A Live Record
- 1984 : Pressure Points: Live in Concert
- 1992 : On the Road 1972
- 1993 : Never Let Go
- 1994 : On the Road 1982
- 1997 : On the Road 1981
- 1998 : Coming of Age
- 2000 : Gods of Light '73-'75
- 2001 : The Paris Collection
- 2007 :Total Pressure
- 2017 - Ichigo Ichie
- 2020 : Camel at The Royal Albert Hall (live, 17 septembre 2018)

### Compilations
- 1976 : Lunar Sea
- 1981 : Chameleon: The Best of Camel
- 1985 : A Compact Compilation
- 1993 : Echoes: The Retrospective (2 cd)
- 2010 : Rainsbow's End - An Anthology 1973-1985 (4 cd)

## Vidéographie
- 2002 : Coming of Age (live, 13 mars 1997)
- 2003 : Pressure Points (live, 11 mai 1984)
- 2003 : Curriculum Vitæ
- 2004 : Footage
- 2005 : Footage II
- 2007 : Moondances (live, 14 avril 1976 et 22 septembre 1977)
- 2007 : Total Pressure (live)
- 2010 : The Opening Farewell (live, 26 juin 2003)
- 2014 : In From The Cold (live at The Barbican, London, 28 octobre 2013)
- 2016 : Ichigo Ichie (live in Japan 2016)
- 2019 : Camel at The Royal Albert Hall (live, 17 septembre 2018)